# Oleria synnova
Espèce
Oleria synnova est une espèce d'insectes lépidoptères, un papillon diurne appartenant à la famille des Nymphalidae, sous-famille des Danainae, à la tribu des Ithomiini, sous-tribu des Oleriina et au genre Oleria.

## Dénomination
Oleria synnova a été décrit par l'entomologiste britannique William Chapman Hewitson en 1859 sous le nom initial d' Ithonia synnova.

## Description
Oleria synnova est un papillon au corps à abdomen fin, aux ailes  antérieures longues et à bord interne concave.
Sur le dessus les ailes sont orange bordées de marron avec aux ailes antérieures une plage transparentes proche de l'apex délimitée par la bordure marron et une bande marron du bord costal à l'angle interne.

## Écologie et distribution
Oleria synnova est présent au Brésil,.

### Protection
Pas de statut de protection particulier.